# Gordineștii Noi, Edineț
Gordineștii Noi este un sat din cadrul orașului Edineț din raionul Edineț, Republica Moldova.

## Demografie

### Structura etnică
Structura etnică a satului conform recensământului populației din 2004:
| Grup etnic         | Populație | % Procentaj |
| ------------------ | --------- | ----------- |
| Moldoveni / Români | 331       | 97,35%      |
| Ucraineni          | 5         | 1,47%       |
| Ruși               | 2         | 0,59%       |
| Alții              | 2         | 0,59%       |
| Total              | 340       | 100%        |